# Абрамов, Виктор Николаевич
Виктор Николаевич Абрамов (30 ноября 1952, Ворошиловград — 24 февраля 2022) — советский футболист, защитник.

## Биография
Воспитанник группы подготовки клуба «Заря» Луганск, первый тренер — Б. В. Фомичёв. Начал выступать на взрослом уровне в 1971 году в команде «Химик» (Северодонецк) во второй лиге.
В 1972 году вернулся в «Зарю», но в чемпионском сезоне выступал только за дубль. В основном составе «Зари» дебютировал в матче Кубка СССР 17 марта 1973 года против «Спартака» (Орджоникидзе), а в высшей лиге первый матч сыграл 29 сентября 1973 года против ростовского СКА.
В 1974—1975 годах проходил военную службу, выступая за СК Чернигов. В обоих сезонах включался в списки лучших футболистов Украинской ССР по первой и второй лиге.
В 1976 году снова вернулся в «Зарю», но закрепиться в основном составе так и не смог. В общей сложности в составе луганского клуба в 1973 и 1976—1977 годах сыграл 13 матчей в высшей лиге.
В 1978 году выступал за кировоградскую «Звезду» во второй лиге. Затем играл за команды из Волгодонска — «Атоммаш» и «Строитель» во второй лиге и соревнованиях КФК. Закончил карьеру в 1985 году в любительском коллективе «Сокол» (Ровеньки).